# Peroksydaza glutationowa
Peroksydaza glutationowa (GPX) – rodzina enzymów wykazujących aktywność peroksydazy, których główną funkcją jest chronienie komórek przed utlenianiem przez nadtlenki powstające w trakcie procesów biochemicznych. Peroksydaza glutationowa redukuje zarówno nadtlenek wodoru, jak i nadtlenki organiczne. Oznaczana jest symbolem GPXn, gdzie „n” jest numerem izoenzymu.

## Mechanizm działania
Peroksydaza glutationowa zawiera selenocysteinę. Pod wpływem nadtlenku reszta selenolowa Enz–SeH jest utleniana do kwasu selenenowego Enz–SeOH, który następnie reaguje z glutationem (GSH) z wytworzeniem selenylosulfidu Enz–Se–S–G. W reakcji z kolejną cząsteczką GSH odtwarzany jest enzym w formie zredukowanej, a glutation tworzy disiarczek glutationu, dimer GS–SG z mostkiem dwusiarczkowym. Sumaryczny zapis procesu:
2GSH + H2O2 _GPX_͕ GS–SG + 2H2O
Cykl reakcji zamyka redukcja dimeru glutationu za pomocą reduktazy glutationowej (GR):
GS–SG + NADPH + H+ _GR_͕ 2 GSH + NADP+
W podobnym cyklu organiczne ugrupowania nadtlenkowe R–O–O–R redukowane są do grup hydroksylowych R–OH.